# Erich Übelacker
Erich Übelacker (* 1936 in Österreich) ist ein österreichischer Astronom und Autor.

## Leben
Übelacker studierte in Stuttgart und Paris Physik sowie Astronomie, wo er auch promovierte.
Anschließend war er neun Jahre bei der Firma Carl Zeiss in Oberkochen tätig, unter anderem als Leiter der Planetarienabteilung und des Fernrohrlabors.
In dieser Zeit entwickelte er mit seinem Team Geräte für das US-Astronautentraining und beriet weltweit viele Städte bei der Planung und Aufstellung von Planetarien.
Von 1975 bis 2000 war er Leiter des Hamburger Planetariums, dessen Besucherzahlen sich in dem Zeitraum verdreifachten.
Er war zeitweise als UNESCO-Berater für Planetarien mit Schwerpunkt Ostasien tätig.
Im Rahmen seiner umfangreichen Tätigkeit in der Vermittlung der Astronomie moderierte er für das NDR-Fernsehen 101 wissenschaftliche Fernsehsendungen und war an rund 300 weiteren Sendungen beteiligt.
Dort führte er die Kombination Wetterbericht – Sternenhimmel ein, die in der Sendung N3 ab 4 zwei Jahre lang ausgestrahlt wurde.
Er ist Autor oder Co-Autor von neun Was-Ist-Was-Büchern, verfasste viele Artikel in Zeitschriften und Tageszeitungen und war Mitherausgeber der Zeitschrift Sterne und Weltraum.
Seit seiner Zeit als Leiter des Hamburger Planetariums pflegt er Kontakte zu Amateurastronomen und war nebenamtlich von 1977 bis 1983 Vorsitzender der Gesellschaft für volkstümliche Astronomie (GvA e. V.) in Hamburg.
Seit seiner Pensionierung im Jahr 2000 hält er Vorlesungen auf Kreuzfahrtschiffen.

## Werke
Was-ist-was-Bände:
- Band 003: Energie. Tessloff, Nürnberg 2003, ISBN 978-3-7886-0243-7.
- Band 006: Die Sterne. Tessloff, Nürnberg 2001, ISBN 978-3-7886-0246-8.
- Band 016: Planeten und Raumfahrt. Tessloff, Nürnberg 1993, ISBN 978-3-7886-0256-7.
- Band 021: Der Mond. Tessloff, Nürnberg 2001, ISBN 978-3-7886-0261-1.
- Band 022: Die Zeit. Tessloff, Nürnberg 2005, ISBN 978-3-7886-0262-8.
- Band 076: Die Sonne. Tessloff, Nürnberg 2000, ISBN 978-3-7886-0416-5.
- Band 079: Moderne Physik. Tessloff, Nürnberg 2002, ISBN 978-3-7886-0419-6.
- Band 099: Sternbilder und Sternzeichen. Tessloff, Nürnberg 1995, ISBN 978-3-7886-0662-6.
- Band 102: Unser Kosmos. Tessloff, Nürnberg 1996, ISBN 978-3-7886-0665-7.
- Wissensschatz von A–Z. Teil: W wie … Weltall. Tessloff, Nürnberg 2009, ISBN 978-3-7886-1861-2.